# Igino Petrone
Igino Petrone (Limosano, 21 settembre 1870 – San Giorgio a Cremano, 26 luglio 1913) è stato un filosofo e giurista italiano.

## Biografia

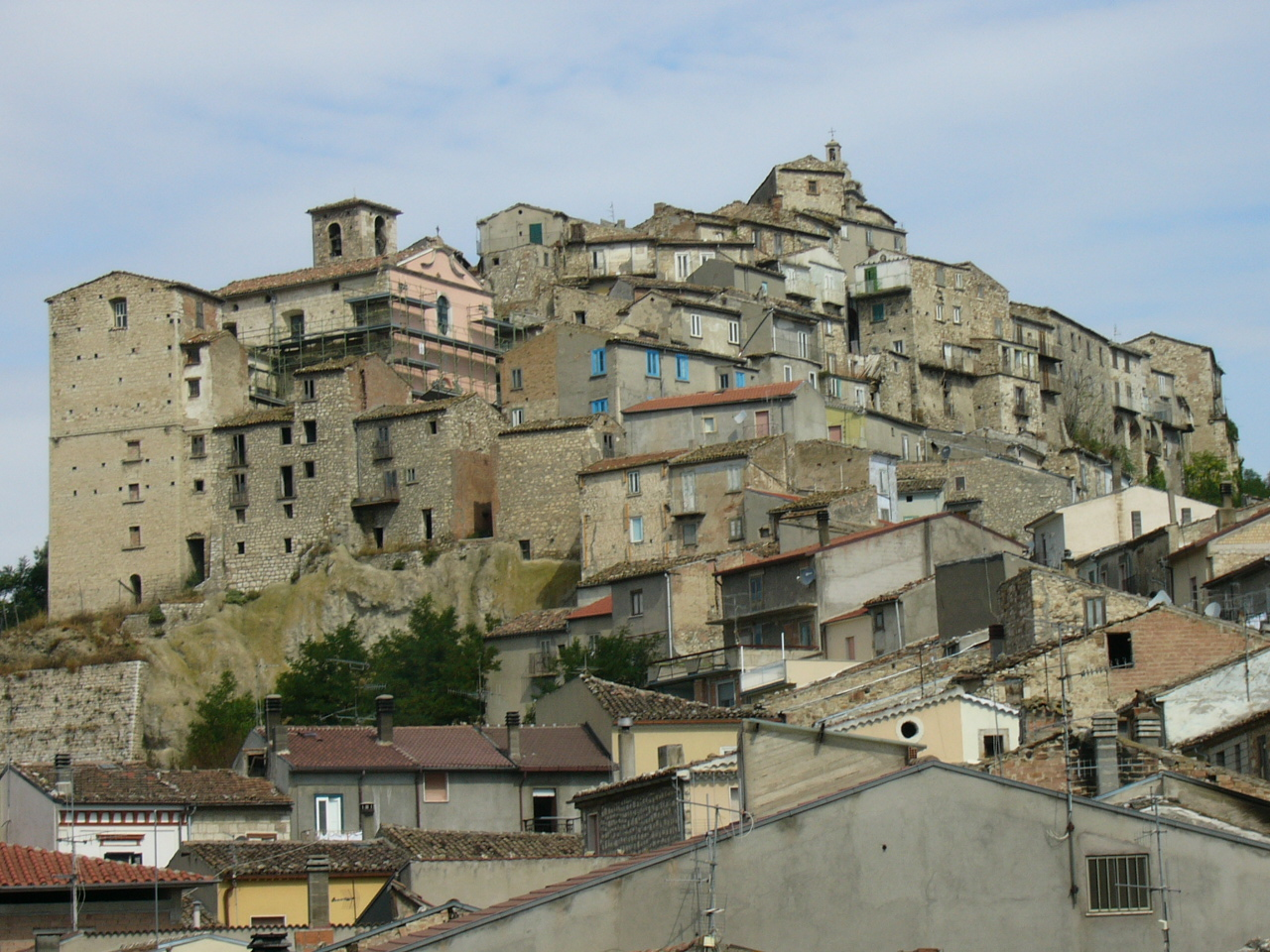
Veduta di Limosano

Nato nel 1870 a Limosano, piccolo centro dell'odierna provincia di Campobasso, dopo aver insegnato dal 1897 filosofia del diritto all'Università di Modena, nel 1900 Igino Petrone fu chiamato all'Ateneo napoletano ove rimase nella cattedra di filosofia morale per oltre dieci anni. Nella sua attività di studioso di filosofia morale cercò di conciliare l'oggettivismo aristotelico con il soggettivismo kantiano.
Socio corrispondente dell'Accademia Nazionale dei Lincei, Petrone collaborò con la rivista Cultura Sociale politica letteraria, fondata da Romolo Murri, influenzando con i suoi scritti il nascente movimento democratico cristiano, e nella rivista Il Rinnovamento si espresse criticamente sull'enciclica di papa Pio X Pascendi Dominici gregis che, pubblicata nel 1907, aveva duramente condannato il modernismo. I suoi scritti provocarono le critiche della rivista dei gesuiti La Civiltà Cattolica.
Morì prematuramente a San Giorgio a Cremano nei pressi di Napoli, a quarantadue anni, nel 1913.

## Riconoscimenti
Sono intitolati al suo nome: l'Istituto Comprensivo "Igino Petrone" di Campobasso, una via di Roma nella zona XLV Castel di Guido, (XII Municipio, ex XVI). Nella natia Limosano viene ricordato da una via del centro storico e da un monumento in una piazza cittadina.

## Opere
- La fase recentissima della filosofia del diritto in Germania. Analisi critica poggiata sulla teoria della conoscenza, Pisa, E. Spoerri, 1895.
- Il valore ed i limiti di una psicogenesi della morale, Roma, Tip. di G. Balbi, 1896.
- I limiti del determinismo scientifico. Saggio del dott. Igino Petrone, Modena, G. T. Vincenzi e nipoti, 1900. Nuova ed. Urbino, Quattro venti, 2000. ISBN 88-392-0435-0.
- F. Nietzsche e L. Tolstoi: idee morali del tempo. Conferenze lette alla Società "Pro Cultura", Napoli, L. Pierro, 1902.
- Lo stato mercantile chiuso di G. Am. Fichte e la premessa teorica del comunismo giuridico, Napoli, A. Tessitore & Figlio, 1904.
- Problemi del mondo morale meditati da un idealista, Milano-Palermo-Napoli, Remo Sandron Editore, 1905.
- Il diritto nel mondo dello spirito. Saggio filosofico, Milano, Libreria Editrice Milanese, 1910.
- A proposito della guerra nostra, Napoli, R. Ricciardi, 1912.
- Etica, a cura e con prefazione di Guido Mancini, Palermo, Remo Sandron Editore, 1918.
- Ascetica, a cura di Guido Mancini, Palermo, Remo Sandron editore, 1918.